# International Near-Earth Asteroid Survey
Der International Near-Earth Asteroid Survey (INAS) wurde während der 1980er Jahre von Eleanor Helin organisiert und koordiniert, um dem Planet-Crossing Asteroid Survey (PCAS) eine internationale Komponente hinzuzufügen. INAS war der Versuch, die Himmelsabdeckung des PCAS, der ausschließlich das Palomar-Observatorium benutzte, und die Entdeckung und das Wiederauffinden von Erdnahen Asteroiden (NEAs) auf eine weltumspannende Basis zu stellen.